# Angriffe auf Sankt Petersburg
1. Phase: Schwedische Dominanz (1700–1709)
Dänischer Kriegsschauplatz (1700)
Humlebæk • Tönning I 
Livländ./ Estnischer Kriegsschauplatz (1700–1708)
Riga I • Jungfernhof • Varja • Pühhajoggi • Narva • Petschora • Düna • Rauge • Erastfer • Hummelshof • Embach • Tartu • Narva II • Wesenberg I • Wesenberg II
Ingermanländ./ Finnischer Kriegsschauplatz (ab 1701)
Archangelsk • Ladogasee • Nöteborg • Nyenschanz • Newa • Systerbäck • Petersburg • Wyborg I • Porvoo • Newa II • Koporje II • Kolkanpää
Litauisch-weißrussischer Kriegsschauplatz (1702–1706)
Vilnius • Saladen • Jakobstadt • Gemauerthof • Mitau • Grodno I • Olkieniki • Njaswisch • Klezk • Ljachawitschy
Polnischer Kriegsschauplatz (1702–1706)
Klissow • Pułtusk • Thorn • Lemberg • Warschau • Posen • Punitz • Tillendorf • Rakowitz • Praga • Fraustadt • Kalisch 
Russischer Kriegsschauplatz (1708–1709)
Grodno II • Golowtschin • Moljatitschi • Rajowka • Lesnaja • Desna • Baturyn • Koniecpol • Weprik • Opischnja • Krasnokutsk • Sokolki • Poltawa I • Poltawa II
2. Phase: Schweden in der Defensive (1710–1721)
Baltischer und Finnischer Kriegsschauplatz (bis 1714)
Riga II • Wyborg II • Pernau • Kexholm • Reval • Hogland • Pälkäne • Storkyro • Nyslott • Hanko 
Schwed./Norwegischer Kriegsschauplatz (1710–1721)
Helsingborg • Køge-Bucht • Bottnischer Meerbusen • Frederikshald I • Dynekilen-Fjord • Göteborg I • Strömstad • Trondheim • Frederikshald II • Marstrand • Ösel • Göteborg II • Södra Stäket • Grönham • Sundsvall
Norddeutscher Kriegsschauplatz (1711–1716)
Elbing • Wismar I • Lübow • Stralsund I • Greifswalder Bodden I • Stade • Rügen • Gadebusch • Altona • Tönning II • Stettin • Fehmarn • Wismar II • Stralsund II • Jasmund • Peenemünde • Greifswalder Bodden II • Stresow 
Die Angriffe auf Sankt Petersburg waren Gefechte im Großen Nordischen Krieg. In den Jahren 1704 und 1705 versuchten die schwedische Marine und das schwedische Heer mehrfach, die neu gegründete Stadt an der Mündung der Newa zu stürmen und zu erobern.

## Im Vorfeld
Am 16. Mai 1703 wurde der Grundstein für die Peter-und-Paul-Festung gelegt. An der Mündung der Newa in die Ostsee errichteten bis zu 20.000 Arbeiter die neue Hauptstadt. Überwacht wurde der Bau vom italienischen Baumeister Oberst Andrei-Tresin. Nach vier Monaten war die Festung errichtet. Es folgte der Bau einer Stadt zu Füßen der Festung. Diese Stadt sollte das Tor zum westlichen Europa werden und die Vormachtstellung Russlands im Ostseeraum unterstreichen.
Erster Kommandant der Festung Petersburg wurde Carl Ewald von Rönne. Mehrere Arbeiter blieben nach Beendigung ihrer Arbeiten in der neu angelegten Stadt, sie scheuten den weiten Rückweg in ihre Heimat. Da die Stadt auch als Handelszentrum erbaut war, siedelten finnische, schwedische und livländische Kauf- und Handelsleute in Sankt Petersburg. Außerdem entwickelte sich die Stadt zum Zentrum des Handwerks und der Künste. Die Ansiedelung des Marineoberkommandos in Petersburg zog Matrosen aller Ostseeanrainerstaaten an, die sich eine Anstellung in der neuen Marine des Zaren erhofften.
Im Herbst 1703 begann auf der vorgelagerten Insel Kotlin der Bau von Kronschlot zum Schutz der Stadt vor schwedischen Seeangriffen. Es existierte nur eine Stelle an der schwere Kriegsschiffen die Insel passieren und Petersburg angreifen konnten. An der Küste gegenüber dieser Passage wurde der Wald abgeholzt und die Festung erbaut. Bewaffnet war sie mit 14 6-Zoll-Kanonen. Bei deren Bau starben über 8000 Arbeiter und ebenso viele Pferde. Ihr erster Kommandant wurde Menschikow.

## Die Angriffe auf die Stadt

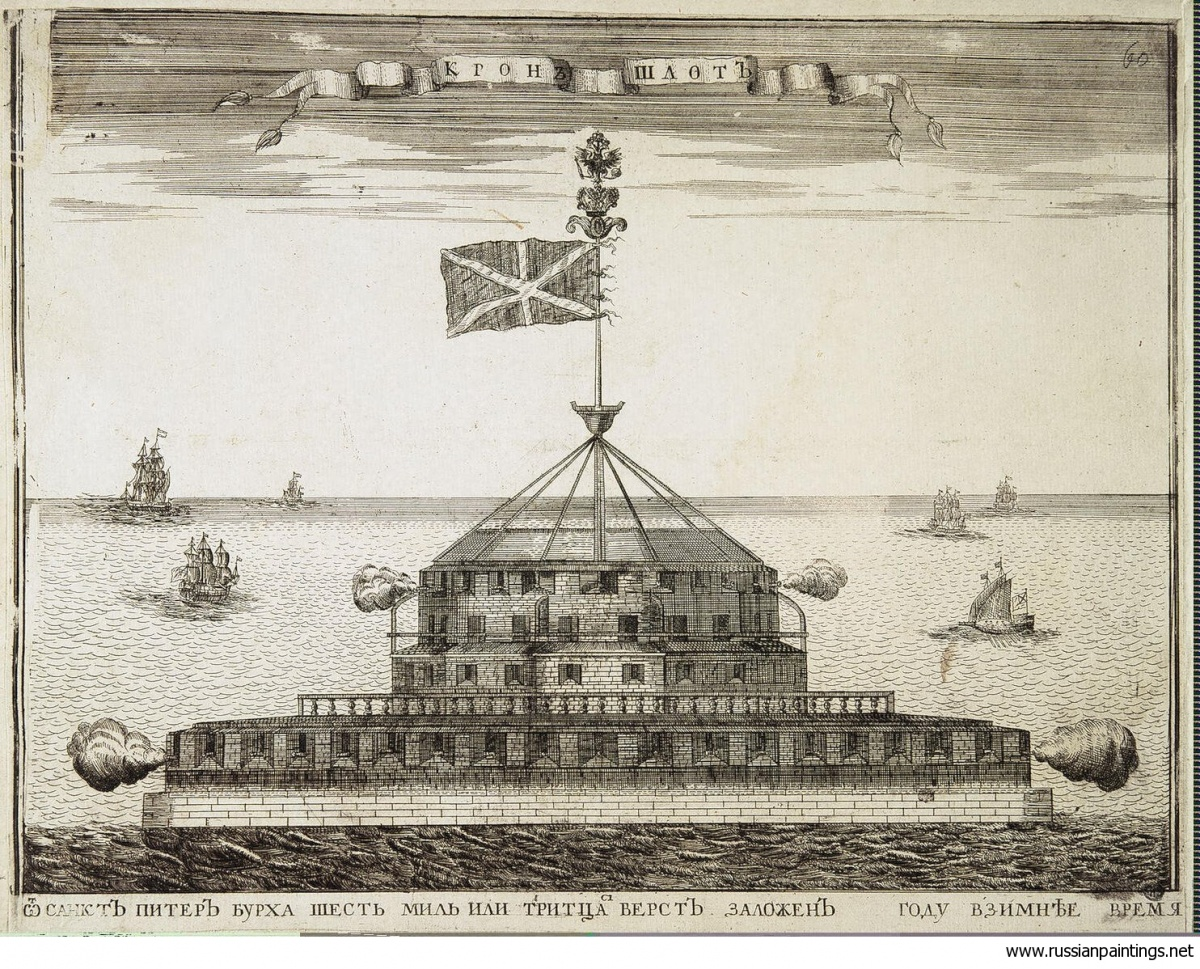
Festung Kronslot (Zeitgenössische Darstellung)

### 1704
Der Admiral De Prou segelte zu Beginn des Sommers mit einer Flotte, bestehend aus einem Linienschiff, fünf Fregatten und fünf Brigantinen von Karlskrona Richtung Petersburg. Sein Auftrag lautete die Stadt und die vorgelagerte Festung einzunehmen und die aufstrebende russische Marine zu vernichten.
Als die Flottille die Bucht vor Petersburg erreichte, war die Festung Kronslot voll armiert und im Schatten der Insel lagen 42 Galeonen, 7 Fregatten und mehrere andere Fahrzeuge der russischen Flotte. Dieser Übermacht fühlte sich der schwedische Admiral nicht gewachsen und segelte nach Wiborg. Gemeinsam mit dem jetzigen Kommandant General Maidel beschlossen sie einen kombinierten Wasser- und Landangriff gegen Petersburg. Maidel ließ 1000 Infanteristen auf die Schiffe verladen und De Prou segelte erneut nach Kronstadt. Die russische Flotte hatte sich bereits zurückgezogen und so konnten die Schweden fast unbehindert anlanden. Die 1500 Mann Besatzung wurden in die Flucht geschlagen und die begonnenen Befestigungswerke niedergerissen. Außerdem begannen die Schweden, die Festung Kronslot zu bombardieren, sowohl von Land als auch von See. Nach zwei Tagen wurde die Beschießung der Festung abgebrochen, denn die Mauern waren zu stark, um einen nennenswerten Schaden verursachen zu können.
Nach der Einnahme von Kronslot wollte sich De Prou eigentlich vor den Toren von Petersburg mit Maidel vereinen, um die Stadt zu erobern. Da Kronslot nicht einzunehmen und der Zugang zur Bucht versperrt war, segelte De Prou wieder nach Finnland zurück. Maidel war seinerseits über Systerbäck bis an den Bestimmungsort marschiert und wartete auf De Prou. Als dieser nicht erschien, zog sich auch Maidel nach Finnland zurück.

### 1705

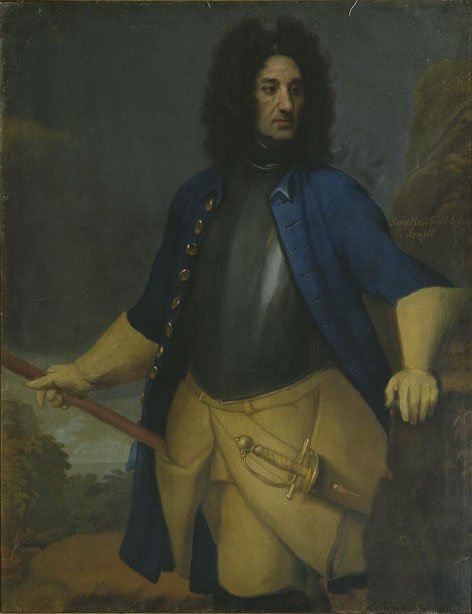
Carl Gustaf Armfelt

Im Januar 1705 trug General Maidel Oberst Armfelt auf, mit einer nicht geringen Macht von den Küsten Finnlands aus über das Eis Richtung Petersburg zu marschieren und Kronstadt und Kronslot zu überfallen. Die schwedischen Truppen verirrten sich in der Dunkelheit, und als es dämmerte, fanden sie sich südlich von Kronstadt, an der ingermanländischen Küste wieder. Der Oberst erkannte, dass ein Überraschungsangriff nicht mehr möglich war, dennoch griff er die Russen an. Diese waren allerdings bereits gewarnt und vorbereitet, so dass es den Schweden nur gelang, die Posten von Kronstadt zu vertreiben und einige Häuser sowie mehrere im Eis eingefrorene Handelsschiffe anzuzünden. Die Festung Kronslot vermochte er aber nicht mehr anzugreifen, bereits aus einiger Entfernung wurden sie mit Artilleriefeuer begrüßt. So zogen sich die Schweden wieder nach Finnland zurück.
Im Frühjahr lichtete eine Armada von 22 Kriegsschiffen, unter dem Kommando von Admiral Cornelius Anckarstjerna, mit 462 Kanonen und 2340 Mann in Karlskrona die Anker, um Petersburg erneut anzugreifen. Sie segelten zuerst nach Wiborg, um 1000 Infanteristen von General Maidel an Bord zu nehmen. Maidel weigerte sich die Truppen freizugeben. Stattdessen wollte er mit seiner ganzen Armee Petersburg von der Landseite angreifen.
Am 7. Juni versuchte die Flotte eine Landung, aber das Wasser in der Nähe der Insel war so seicht, dass die schweren Schiffe das Land nur langsam erreichten. Die Kanoniere der Kriegsschiffe begannen, die am Strandabschnitt eilig aufgestellten Russen zu bekämpfen. Die Russen verschanzten sich hinter den Dünen und warteten, bis die Schweden an Land kamen. Einige der Schweden, deren Boote im Sand stecken blieben sprangen ins Wasser und wateten an Land. Als die Schweden die Dünen erreichten, stürzten sich die Russen auf die Angelandeten und richteten mit einem Gewehrkugelhagel und dem Kartätschenfeuer aus mehreren Haubitzen ein Blutbad an. Die schwedischen Soldaten flohen zurück zum Strand und versuchten mit den Booten zu entkommen. Bei diesem gescheiterten Anlandungsversuch verloren die Schweden mehrere Schaluppen und einige hundert Mann.
Der General Maidel erschien am 25. Juni mit 4000–5000 Mann in der Nähe von Petersburg. Er stieß allerdings auf eine ihm weit überlegene russische Truppenmasse und auf vollendete Festungswerke. Außerdem hatte sich Anckarstjerna bereits zurückgezogen, und so musste Maidel erneut unverrichteter Dinge nach Finnland zurückkehren.
Anckarstjerna kreuzte zunächst im finnischen Meerbusen und beschloss, sich für die Niederlage zu rächen. Am 15. Juli erfolgte der dritte Angriff auf Kronstadt, diesmal von der nördlichen Seite. Aber auch dieser Versuch scheiterte. Bereits weit vor dem Stand liefen die Kriegsschiffe auf eine Untiefe. Die Soldaten stiegen abermals ins Wasser und wateten in Richtung Strand. Als sie sich dem Ufer näherten stießen sie auf eine Stromfurche, sodass es ihnen fast unmöglich war hinüberzukommen. Die Russen erwarteten die Schweden wie beim letzten Angriff mit Haubitzen, diesmal waren es aber 15 Stück und diese begannen mit dem Beschuss, als die Schweden in Reichweite waren. 600 Soldaten fielen dem Kartätschenfeuer zum Opfer.
Admiral Anckarstjerna kreuzte nach der zweiten Niederlage im finnischen Meerbusen und störte die Handelsschifffahrt so gut er konnte. Russische Handelsschiffe wurden geentert und Schiffe der anderen Staaten an der Durchfahrt gehindert. Auf diese Weise konnte wenigstens ein Teil der Verluste der kostspieligen Expedition wieder ausgeglichen werden.

### 1706
Im Sommer rückte General Maidel mit seinem Armeekorps erneut gegen Petersburg. Seine Truppen waren aber zu schwach, um die Stadt einzukreisen und zu belagern. Deshalb zog er sich nach einigen gewonnenen Scharmützeln zurück.

## Folgen
Das russische Armeeoberkommando sah in der Person von General Maidel eine permanente Bedrohung für Petersburg. Feldzeugmeister Jacob Daniel Bruce sollte deshalb Wyborg belagern. Die russischen Generäle erhofften sich mit der Einnahme der Hauptstadt von Karelien eine Beruhigung der Lage im Ostseeraum um Petersburg.
Im Oktober 1706 setzte sich ein Heer aus 18.000 Mann in Bewegung und belagerte die Stadt. Diese musste aber abgebrochen werden, da die Schweden Wiborg von Seeseite her mit ausreichend Proviant und Soldaten versehen hatten und der einsetzende Winter den Nachschub der Russen stark erschwerte. Am 4. November ließ der Zar seine Truppen in die Winterquartiere marschieren.
1710 ernannte Zar Peter I. Sankt Petersburg zu seiner Hauptstadt. Die Schweden unternahmen keine weiteren ernstzunehmenden Angriffe auf Petersburg.